# Vitier de Moëslains
Vitier de Moëslains ou Wuitier de Moëslains ou Guitier de Moëslains († vers 1080) est le premier seigneur connu de Dampierre, de Saint-Dizier et de Moëslains au milieu du XIe siècle.

## Biographie
Vitier de Moëslains est le premier seigneur connu de Dampierre, de Saint-Dizier et de Moëslains et donc la tige de la maison de Dampierre. Son père ou son grand-père est peut-être Hilderent de Dampierre, mentionné dans d'anciennes chroniques.
Il épouse probablement Marie de Saint-Just, fille de Wallerand de Saint-Just et de Jeanne de Clermont, ce qui ajoute la seigneurie de Saint-Just à ses domaines.
Il effectue le pèlerinage en terre sainte et visite Jérusalem. Avant 1063, à son retour, il fait une donation à l'abbaye de Montier-en-Der.
Avant sa mort vers 1080, il se serait retiré comme religieux à l'abbaye de Montier-en-Der.

## Mariage et enfants
Il épouse probablement Marie de Saint-Just, fille de Wallerand de Saint-Just, seigneur de Saint-Just, et Jeanne de Clermont, dont il a au moins deux enfants :
- Hugues de Dampierre († en 1081), qui devient évêque de Troyes de 1072 à 1081 ;
- Thibaut de Dampierre († vers 1107), qui succède à son père.
- Adelaide de Dampierre, elle a épousé Gérard de Thicourt († en 1090)

## Confusion historique
Certains historiens du XIXe siècle font état d'un troisième fils de Vitier de Moëslains, nommé Guy de Dampierre qui aurait participé à la première croisade, mais il s'agit certainement d'une erreur due à une confusion des prénoms. En effet, Vitier étant également appelé Guitier, autre forme du prénom Guy. De plus, Vitier de Moëslains a effectué le voyage en terre sainte, même s'il était antérieur aux croisades.